# Plaza El Venezolano

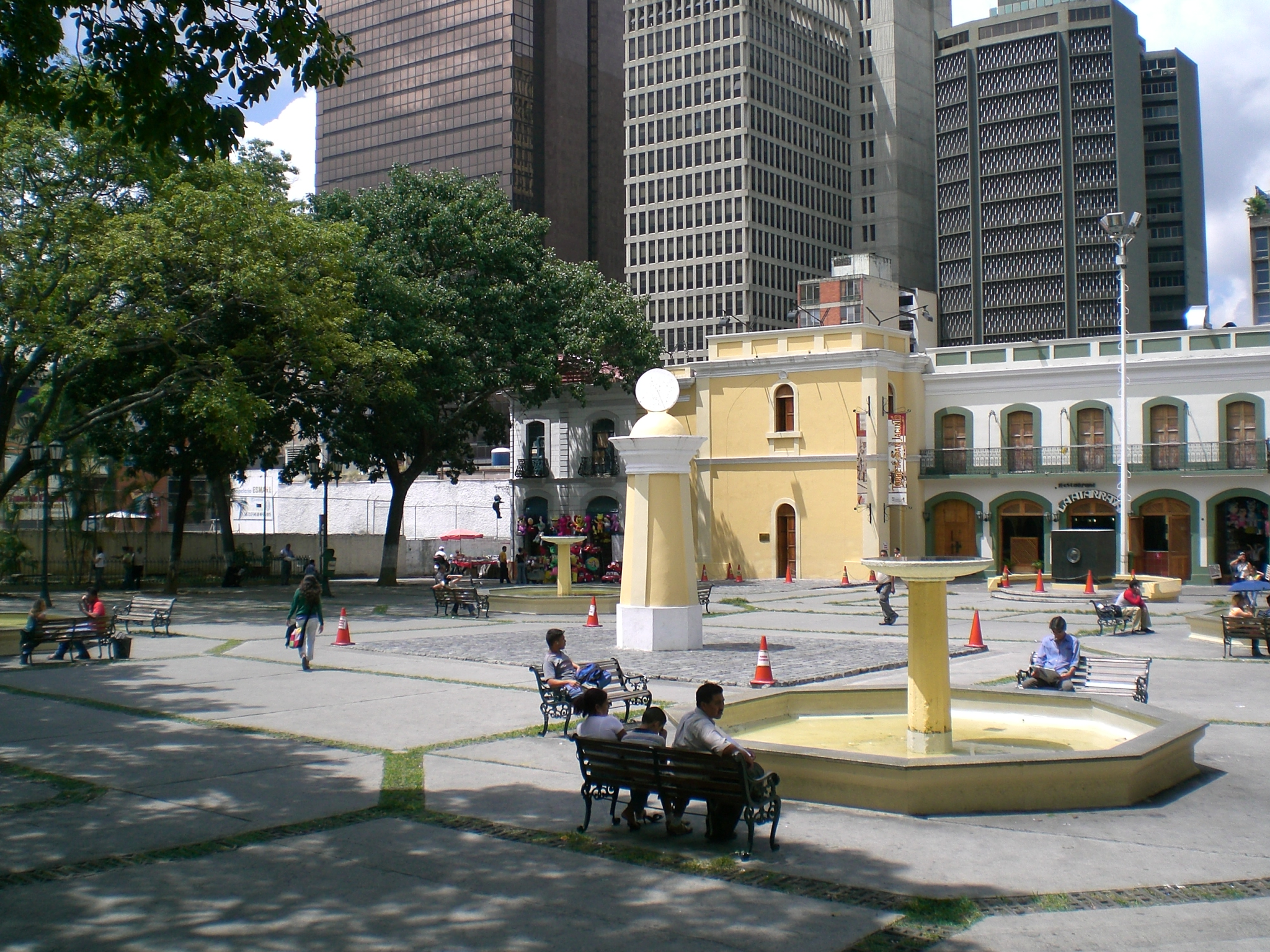
Plaza El Venezolano

La plaza El Venezolano o antigua plaza de San Jacinto es uno de los espacios públicos más antiguos de Caracas. Está rodeada por la Casa Natal del Libertador Simón Bolívar, el Museo Bolivariano y otras edificaciones de la época de la colonia española en Venezuela.

## Historia
La historia de esta plaza caraqueña se inicia en 1595 cuando los Dominicos establecen el convento de San Jacinto, desde ese año existía la plaza como parte del convento. En 1610 los dominicos piden al cabildo y se les otorga los dos (2) solares adicionales al este de la cuadra, en Dr. Paul y el Chorro para más espacio del convento. Durante todo el siglo XVII y XVIII este convento fue casa de letras y formación humanista dentro de los rígidos preceptos de la Iglesia. Se dictaban clases de Gramática, Latín, filosofía escolástica y Oratoria. De su templo salía en procesión el Nazareno de San Jacinto, verdadero precursor del Nazareno de San Pablo, que lo sustituyó posteriormente.
En 1802 se inaugura el Reloj de Sol construido en mármol por idea de Alejandro Humboldt, en 1809 el ayuntamiento local decide convertir el área en un mercado pero pocos años, después en 1812 un devastador terremoto destruye casi por completo la antigua edificación del Convento de San Jacinto quedando en pie solamente la torreta -hasta nuestros días-, en ese sitio Simón Bolívar exclamó "Si la naturaleza se opone lucharemos contra ella y haremos que nos obedezca...", ya que en esa época se libraba la guerra de independencia de Venezuela que era desacreditada por las autoridades eclesiásticas de Caracas.

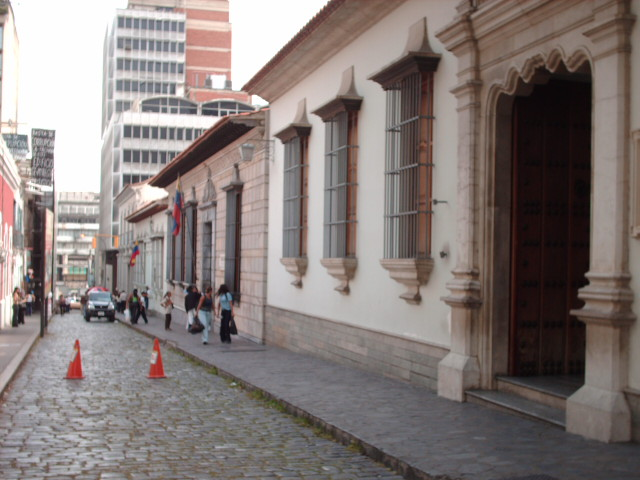
Casa natal de Bolívar y Museo Bolivariano, vista oeste de la plaza.

Para 1828 el ayuntamiento transforma parte del terreno en su sede y otra en una cárcel pública local. En 1846 es apresado Antonio Leocadio Guzmán en la cárcel ubicada en la plaza, años después cuando su hijo Antonio Guzmán Blanco asume el poder decide develar una estatua en honor a su padre todavía en vida en 1882 renombrando la plaza como El Venezolano, pero más tarde el 25 de octubre de 1889 es derribada poco después que Antonio Guzmán Blanco sale del país. El 24 de julio de 1893 por orden del presidente Joaquín Crespo es colocada nuevamente la estatua de Antonio Leocadio Guzmán. 
El 17 de octubre de 1977 es declarada Monumento Histórico Nacional, pero al pasar de los años a finales de la década de los ochenta es tomada por la economía informal o buhonería afectando la imagen de la plaza, luego desde 2005 es recuperada por la Alcaldía del Municipio Libertador.
Con motivo de la celebración del bicentenario de la declaración de Independencia de Venezuela, fue colocado un monumento de 47 metros de altura con una base de 2,40 metros de ancho que simboliza el proceso iniciado el 19 de abril de 1810. La estructura está hecha de acero con una policromía en negro y rojo, que es iluminada en las noches.